# Rakowo (Pisz)
Rakowo (deutsch Adlig Rakowen (Domäne), 1938 bis 1945 Raken) ist ein Dorf in der polnischen Woiwodschaft Ermland-Masuren und gehört zur Gmina Pisz (Stadt- und Landgemeinde Johannisburg) im Powiat Piski (Kreis Johannisburg).

## Geographische Lage
Rakowo liegt im östlichen Süden der Woiwodschaft Ermland-Masuren, zehn Kilometer südöstlich der Kreisstadt Pisz (deutsch Johannisburg). Der namensverwandte Ort Rakowo Piskie (deutsch Adlig Rakowen (Dorf)) liegt 0,9 Kilometer südlich.

## Geschichte
In ihrer Ursprungsgeschichte sind die beiden Orte Rakowo (Domäne Adlig Rakowen) und Rakowo Piskie (Dorf Adlig Rakowen) ineinander verwurzelt. So datiert auch hier die Gründung im Jahr 1448. 1579 wurde bei einer Kirchenvisitation Reckowa als Einzelbesitz mit 40 Hufen sowie u. a. je einer Hufe als Besitz von 20 Bauern, einem Müller und sieben Gärtnern erwähnt. Domänenbesitzer im Jahre 1642 war Milewski, dessen Tochter Sophia 12-jährig zusammen mit 18 anderen Personen aus Rakowen von den Tataren entführt wurde. Bei der Großen Pest 1709/10 wurden acht Häuser infiziert, und es starben 109 Einwohner Rakowens an dieser Seuche.
Im Jahre 1874 wurde die Landgemeinde Adlig Rakowen (polnisch Rakowo Piskie) neben dem Gutsbezirk Adlig Rakowen in den neu errichteten Amtsbezirk Symken (polnisch Szymki) eingegliedert. Er bestand – 1938 in „Amtsbezirk Simken“ umbenannt – bis 1945 und gehörte zum Kreis Johannisburg im Regierungsbezirk Gumbinnen (ab 1905: Regierungsbezirk Allenstein) in der preußischen Provinz Ostpreußen.
121 Einwohner zählte der Gutsbezirk Adlig Rakowen im Jahre 1910. Am 30. September 1928 verlor er seine Eigenständigkeit und wurde in die Landgemeinde Adlig Rakowen eingemeindet. Als diese im Jahre 1938 in „Rakowen (Ostpr.)“ umbenannt wurde, änderte sich der Name der Domäne-Ortschaft lediglich in „Raken“. 
Zusammen mit der Muttergemeinde kam der Ort 1945 in Kriegsfolge mit dem gesamten südlichen Ostpreußen zu Polen. Beide Orte wurden wieder getrennt: die einstige Domäne erhielt die polnische Namensform „Rakowo“, die einstige Dorfgemeinde „Rakowo Piskie“.
Heute ist Rakowo Sitz eines Schulzenamtes (polnisch Sołectwo) und somit eine Ortschaft im Verbund der Stadt- und Landgemeinde Pisz (Johannisburg) im Powiat Piski (Kreis Johannisburg), bis 1998 der Woiwodschaft Suwałki, seither der Woiwodschaft Ermland-Masuren zugehörig.

## Kirche
Adlig Rakowen – sowohl die Domäne als auch das Dorf – war bis 1945 in die evangelische Kirche Kumilsko (1938 bis 1945 Morgen, polnisch Kumielsk) in der Kirchenprovinz Ostpreußen der Kirche der Altpreußischen Union sowie in die römisch-katholische Kirche Johannisburg (polnisch Pisz) im Bistum Ermland eingepfarrt.
Heute gehört Rakowo katholischerseits zur Pfarrei Kumielsk, die in Rakowo eine eigene Filialkirche unterhält. Sie ist dem Bistum Ełk der Römisch-katholischen Kirche in Polen zugeordnet. Die evangelischen Einwohner halten sich zur Kirchengemeinde in der Kreisstadt Pisz in der Diözese Masuren der Evangelisch-Augsburgischen Kirche in Polen.

## Verkehr
Rakowo liegt an einer Nebenstraße, die bei Kocioł Duży von der Landesstraße 58 abzweigt und über Rakowo Piskie und Szymki (Symken, 1938 bis 1945 Simken) nach Liski (Lisken) führt. Eine Bahnanbindung besteht nicht.